# Yeager
Yeager és un poble dels Estats Units a l'estat d'Oklahoma. Segons el cens del 2000 tenia 67 habitants.

## Demografia
Segons el cens del 2000, Yeager tenia 67 habitants, 27 habitatges, i 16 famílies. La densitat de població era de 136,2 habitants per km².
Dels 27 habitatges en un 18,5% hi vivien nens de menys de 18 anys, en un 44,4% hi vivien parelles casades, en un 14,8% dones solteres, i en un 40,7% no eren unitats familiars. En el 33,3% dels habitatges hi vivien persones soles el 18,5% de les quals corresponia a persones de 65 anys o més que vivien soles. El nombre mitjà de persones vivint en cada habitatge era de 2,48 i el nombre mitjà de persones que vivien en cada família era de 3,31.
Per edats la població es repartia de la següent manera: un 16,4% tenia menys de 18 anys, un 7,5% entre 18 i 24, un 23,9% entre 25 i 44, un 34,3% de 45 a 60 i un 17,9% 65 anys o més.
L'edat mediana era de 46 anys. Per cada 100 dones de 18 o més anys hi havia 86,7 homes.
La renda mediana per habitatge era de 13.125 $ i la renda mediana per família de 16.250 $. Els homes tenien una renda mediana de 12.500 $ mentre que les dones 18.750 $. La renda per capita de la població era de 6.438 $. Entorn del 15,4% de les famílies i el 26,4% de la població estaven per davall del llindar de pobresa.

## Poblacions més properes
El següent diagrama mostra les poblacions més properes.